# Assemblea d'Estudiants Nacionalistes
L'Assemblea d'Estudiants Nacionalistes (AEN) va ser una organització estudiantil de l'Esquerra Independentista dels Països Catalans amb presència a les universitats del País Valencià, tot i que també comptava presència a nombrosos instituts.
L'AEN es fundà l'octubre de 1990 a partir dels contactes entre estudiants independentistes de l'Horta de València, durant l'Aplec del Puig, amb estudiants valencians de l'Assemblea d'Estudiants Independentistes d'Universitat (AEIU), que funcionaven des de l'any 1988 a la facultat de filologia de la Universitat de València i on havien aconseguit traure un representant al claustre.
A poc a poc va anar consolidant-se fent-se present a diferents facultats i aconseguint el 1995 11 representants al claustre de la Universitat de València. També després de tres anys de presència va aconseguir el 1996 el primer representant al claustre de la Universitat d'Alacant.
El 1999 s'aconsegueix també la consolidació a la Universitat Jaume I de Castelló aconseguint el seu primer representant al claustre. En aquest marc es va produir la seua fusió l'any 2000 amb el Bloc d'Estudiants Independentistes i l'ACE, de la Catalunya del Nord, per donar lloc a la Coordinadora d'Estudiants dels Països Catalans.
L'abril de 1999 inicià, a la Universitat de València, el primer Congrés d'Estudiants de Filologia Catalana, esdeveniment que persisteix ininterrompudament des de 2003, primer de la mà de la Coordinadora d'Estudiants dels Països Catalans (CEPC), i a partir de 2006 del Sindicat d'Estudiants dels Països Catalans (SEPC).